# Ла-Мот-ан-Шансор
Ла-Мот-ан-Шансо́р (фр. La Motte-en-Champsaur, окс. La Mota de Champsaur) — коммуна во Франции, находится в регионе Прованс — Альпы — Лазурный Берег. Департамент коммуны — Верхние Альпы. Входит в состав кантона Сен-Бонне-ан-Шансор. Округ коммуны — Гап.
Код INSEE коммуны — 05104.

## Население
Население коммуны на 2008 год составляло 185 человек.
| 1962 | 1968 | 1975 | 1982 | 1990 | 1999 | 2008 |
| ---- | ---- | ---- | ---- | ---- | ---- | ---- |
| 142  | 182  | 151  | 167  | 155  | 177  | 185  |

## Экономика
В 2007 году среди 101 человек в трудоспособном возрасте (15—64 лет) 81 были экономически активными, 20 — неактивными (показатель активности — 80,2 %, в 1999 году было 68,0 %). Из 81 активных работали 75 человек (43 мужчины и 32 женщины), безработных было 6 (2 мужчин и 4 женщины). Среди 20 неактивных 5 человек были учениками или студентами, 9 — пенсионерами, 6 были неактивными по другим причинам.

## Фотогалерея
- Ла-Мот-ан-Шансор
- Церковь
- Башня